# 積零環
環論における積零環（せきれいかん、せきゼロかん、英: rng of square zero, 仏: pseudo-anneau de carré nul, 複積零の擬環）は、その任意の二元の積が零となるような擬環（非単位的環, rng）を言う。しばしば零環 (zero ring) などとも呼ばれる。
単位的な積零環は、ただ一つの元からなる零環のみである。特に、相異なる二元を含む積零環は、明らかに単位元を持たない。
任意のアーベル群は、ただ一つのやり方で、ただ一つの積零環構造を持たせることができる（これは加法的に記されたアーベル群 G が複零条件 G⋅G = {0} で定義される乗法を持つということである）。この零乗法が、擬環の満たすべき結合律および分配律を満たすことは機械的に確認できる。この積零環の、擬環としてのイデアルとは、加法群の部分群のことにほかならない。このことから、擬環 A が {0} および A 自身のみをイデアルとして持つならば、それは非自明な部分群を持たないアーベル群、すなわち素数位数の巡回群となることが従う。この性質は、擬環の極大イデアルを以下のように特徴付ける:
擬環の極大イデアルの特徴づけ
可換擬環 A のイデアル I が極大であるための必要十分条件は、A の I による剰余擬環が、体となるか、または素数位数の巡回加法群上の積零環となることである。